# Attaque de Boulder du 1er juin 2025
Le 1er juin 2025, à Boulder, dans le Colorado, aux États-Unis, Mohamed Sabry Soliman, un immigrant égyptien, aurait utilisé un lance-flammes de fortune et des cocktails Molotov pour attaquer un groupe participant à une marche de solidarité avec les otages israéliens capturés lors des attentats du 7 octobre. L'attaque aintisémite a fait neuf blessés, dont le suspect. Le Federal Bureau of Investigation (FBI) a confirmé que l'attaque faisait l'objet d'une enquête en tant qu'attaque terroriste ciblée.
L'attaque a eu lieu vers 13h26 MDT lors d'une marche organisée par un groupe appelé Run For Their Lives. Celle-ci a commencé à Pearl Street et 8th Street, a traversé le centre commercial Pearl Street. Selon les organisateurs, il ne s'agissait pas d'une manifestation, mais plutôt une marche non violente, destinée à plaider pour la libération des otages à Gaza.

## L'attaque
Des témoins ont rapporté qu'un homme torse nu a lancé des cocktails Molotov sur les participants à la marche, près de la 13e rue et de la rue Pearl. Miri Kornfeld, organisatrice au sein de StandWithUs — un groupe qui organise des marches hebdomadaires pour sensibiliser à la situation des otages à Gaza — a déclaré à KUSA-TV qu’à leur arrivée, un homme les attendait et a lancé des bouteilles sur cinq personnes. L’une d’elles, une femme, a été grièvement brûlée et a dû se rouler au sol pour éteindre les flammes. Des témoins ont déclaré que, pendant l'attaque, l'agresseur avait crié « Finissons-en avec les sionistes », « Libérez la Palestine » et « Ce sont des tueurs, combien d'enfants avez-vous tués ».
Des images vidéo et des images de la scène ont montré des brûlures sur le trottoir et au moins une personne emmenée sur une civière. Le chef de la police, Stephen Redfearn, a déclaré que plusieurs équipes continuent «de fouiller le centre-ville de Boulder à la recherche d’éventuels engins». Il a ajouté qu'il y avait des escouades canines et anti-bombes sur le terrain et qu'ils voulaient s'assurer que la zone était sûre avant sa réouverture.
La police a déclaré avoir arrêté un homme sur les lieux.

## Victimes
Le FBI a confirmé en conférence de presse que huit personnes, âgées de 52 à 88 ans, avaient été blessées, dont une grièvement. L’hôpital universitaire du Colorado à Aurora, sur le campus médical Anschutz (UCHealth), a indiqué avoir pris en charge trois des victimes,, au moins deux par hélicoptère.
Selon le rabbin Israël Wilhelm, directeur du mouvement Chabad à l' Université du Colorado à Boulder, la victime de 88 ans est un réfugié de l'Holocauste qui a fui l'Europe, et une autre victime est un professeur de l'Université du Colorado.

## Suspect
Le suspect a été identifié comme étant un Égyptien de 45 ans , Mohamed Sabry Soliman,. Soliman, qui vivait dans l'enclave de Cimarron Hills, à Colorado Springs, au moment de l'attaque, a également été blessé et transporté dans un hôpital voisin. La police a confirmé que le suspect avait utilisé un lance-flammes de fortune et un engin incendiaire,.
Selon le correspondant de Fox News Bill Melugin, Soliman est entré aux États-Unis le 27 août 2022, via l'aéroport international de Los Angeles, avec un visa de non-immigrant B1/B2. Le visa de Soliman aurait dépassé la durée de validité en février 2023, l'homme serait depuis resté illégalement dans le pays. Des responsables du Département de la sécurité intérieure ont déclaré que Soliman vivait aux États-Unis avec une autorisation de travail qui expirait en mars 2025.

## Enquête
Le directeur du FBI, Kash Patel, a indiqué que l’agence enquêtait sur ce qu’il a qualifié d’« attaque terroriste ciblée ». De son côté, le chef de la police de Boulder, Stephen Redfearn, a déclaré en conférence de presse ne pas être prêt à employer ce terme.
Aucun autre détail officiel sur le suspect n’a été communiqué pour l’instant,. Le directeur adjoint du FBI, Dan Bongino, a déclaré que l'attaque faisait l'objet d'une enquête en tant qu'acte de terrorisme à motivation idéologique. Une autre conférence de presse du département de police de Boulder avec le bureau extérieur du FBI à Denver a eu lieu vers 18h30. après-midiUne mère et sa fille, résidentes de Colorado Springs, ont témoigné auprès de KRDO-TV après l’attaque. Voisines de Soliman dans le quartier de Cimarron Hills, elles ont demandé à rester anonymes. La mère a raconté qu’un homme vivant dans l’immeuble perquisitionné par le FBI s’était présenté à elle sous le prénom de « Mohamed » lorsqu’ils avaient emménagé en 2023. Sa fille jouait régulièrement avec les enfants de cet homme. La veille de l’attaque, elle s’apprêtait à leur rendre visite comme d’habitude, mais a vu la famille quitter précipitamment leur logement en l’ignorant. Peu avant leur départ, elle a aperçu Soliman sortir de l’appartement avec un grand sac noir et un briquet jaune à long bec. Selon elles, le soir de l’attaque, elles ont entendu les enquêteurs du FBI arriver dans leur rue. Pensant d’abord qu’il s’agissait d’une autre maison, elles ont compris qu’ils ciblaient celle de leur voisin lorsque les agents se sont rapprochés.